# IC 366
IC 366  ist eine elliptische Galaxie vom Hubble-Typ E3 im Sternbild Stier auf der Ekliptik. Sie ist schätzungsweise 165 Millionen Lichtjahre von der Milchstraße entfernt und hat einen Durchmesser von etwa 30.000 Lj.

Im selben Himmelsareal befinden sich unter anderem die Galaxien NGC 1550, IC 363, IC 364, IC 365.
Das Objekt wurde am 5. Oktober 1890 von dem US-amerikanischen Astronomen Sherburne Wesley Burnham entdeckt.